# Chr. Hansen
Pour les articles homonymes, voir Hansen.
Chr. Hansen est une entreprise danoise alimentaire et biotechnologique spécialisée dans la fabrication d'ingrédients, enzymes ou probiotiques.

## Histoire
L'entreprise fut fondée en 1874 par un pharmacien, Christian Ditlev Ammentorp Hansen.
En 2008, Chr. Hansen vend une partie de ses activités d'additifs alimentaires et arômes à Symrise pour un montant non dévoilé.
En janvier 2016, Chr. Hansen acquiert l'entreprise américaine Nutrition Physiology Company pour 185 millions de dollars.